# All Man (pel·lícula de 1916)
All man és una pel·lícula muda estrenada el 4 de desembre del 1916 protagonitzada per Robert Warwick, Mollie King i Gerda Holmes i dirigida per Émile Chautard. Es considera una pel·lícula perduda. El 1918 es va rodar una pel·lícula amb el mateix títol, dirigida per Paul Scardon, però amb un argument clarament diferent.

## Argument
Jim Blake, fill vividor del milionari de Nova York John Sherman Blake, és enviat pel seu pare a l'Oest per provar-se a si mateix que és un home. Treballant en el ranxo del seu pare a Wyoming, Jim es guanya el respecte dels ranxers locals batent primer un pinxo i després intentant cobrar per danys i perjudicis a John Maynard, president de la companyia del ferrocarril responsable de la mort del seu bestiar. Quan Maynard es nega a pagar, Jim compra un tros de terra que Maynard necessita, forçant d'aquesta manera el magnat a pagar-li una suma molt alta per aquella terra. Mentrestant, Jim s'enamora d'Alice, la filla de Maynard, la qual després de prometre-li que algun dia es casarà amb ell viatja cap a l'Est. Gelosa de l'amor de la seva germana Alice, Ethel destrueix tota la correspondència entre ells dos però el seu pla fracassa en darrera instància. Els enamorats es poden reunir i fins i tot el vell Maynard admet que el seu gendre val la pena.

## Repartiment
- Robert Warwick (Jim Blake)
- Mollie King (Alice Maynard)
- Gerda Holmes (Ethel Maynard)
- Louis Grisel (Sandy Bluebottle)
- Charles Duncan (John Sherman Blake)
- Alec B. Francis (John Maynard)
- George MacQuarrie (Gillette Barker)
- Johnny Hines (Snap Higgins)
- Henry West (McKin)